# Annei
Annei (安寧天皇, Annei Tennō; 567 a.C. – 511 a.C.) è stato il terzo imperatore del Giappone.
Nessuna data certa può essere ricondotta al suo regno e lui stesso viene indicato dagli storici come uno degli imperatori leggendari. Nel Kojiki e nel Nihonshoki sono registrati solo il suo nome e la sua genealogia. Si crede generalmente alla sua esistenza storica che viene tuttavia negata da recenti studi. Il suo nome significa letteralmente "costante tranquillità".